# Alfred Loisy

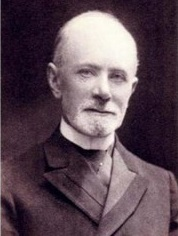
Alfred Firmin Loisy

Alfred Firmin Loisy (* 28. Februar 1857 in Ambrières, Département Marne; † 1. Juni 1940 in Ceffonds, Département Haute-Marne) war ein französischer katholischer Theologe und Historiker.

## Leben
Alfred Loisy entstammte einer Bauern-Familie, die einen nüchternen, traditionellen Katholizismus lebte. Dem Knaben von schwacher Gesundheit, der zur Übernahme des elterlichen Hofes nicht geeignet schien, wurde das Studium ermöglicht. Man sandte ihn 1872 auf das bischöfliche Gymnasium in Saint-Dizier, wo in ihm der Gedanke zum Eintritt in das Priesterseminar von Châlons-sur-Marne (1874) reifte. Zeitweilig erwog er ein Ordensleben. Der begabte Loisy wurde 1879 zum Priester geweiht und lehrte seit 1889 orientalische Sprachen und Bibelwissenschaft am Institut Catholique de Paris.
Loisy wandte sich dem Projekt einer umfassenden kritischen Geschichte der Bibel zu und befasste sich unter anderem mit der Frage der göttlichen Inspiration der Bibel. Er bezog diese Inspiration durchaus auf die ganze Heilige Schrift, betonte aber, dass bei ihrer Interpretation ihr historisch-kontingenter Charakter als Produkt einer göttlich-menschlichen Kooperation in einer bestimmten Epoche der Vergangenheit zu berücksichtigen sei. Die Bibel war in ihrem historischen Kontext „wahr“ und im Verstehenshorizont ihrer Zeit auch ohne „Irrtümer“, weil sie etwa in naturgeschichtlichen Fragen einfach den Wissensstand ihrer Entstehungszeit widerspiegelte. Die Wahrheit der Schrift sei deshalb „rein relativ“. Die Bibel ist also in diesem Sinne wahr, aber nur die Kirche (die sie für die jeweils aktuelle Situation neu auslegen muss) ist unfehlbar.
Nach der Enzyklika Providentissimus Deus von Papst Leo XIII. (1893), die gegen Loisy eine vollständige, nicht historisch relativierte Irrtumslosigkeit der Bibel behauptete, verlor Loisy sein Lehramt. Er wirkte einige Jahre als Seelsorger an einem Bildungsinstitut von Dominikanerinnen, bis er 1899 schwer erkrankte. Als umfassend gebildeter Wissenschaftler und produktiver Autor erzielte er unter Theologen eine breite Publikumswirkung. In der 1896 gegründeten Revue de l’histoire et litterature religieuses schrieb er gemeinsam mit Joseph Turmel unter zahlreichen Pseudonymen, womit eine breite wissenschaftliche Bewegung vorgetäuscht bzw. die kirchliche Zensur umgangen wurde.
Loisy gilt als Begründer und führender Vertreter des von seinen Gegnern so genannten Modernismus, da seine Hypothesen der Hauptgegenstand der lehramtlichen Verurteilungen waren, die Papst Pius X. im Jahr 1907 im Dekret Lamentabili und mit der Enzyklika Pascendi vornahm. Loisy selbst hatte bereits 1904, nachdem seine Hauptwerke auf den Index librorum prohibitorum gesetzt worden waren, den Glauben an eine Reformfähigkeit der Kirche aufgegeben. Er musste aber feststellen, dass sich viele Gesinnungsfreunde dem päpstlichen Urteil – vollständig oder zögernd – unterwarfen. Aber nicht die innerkirchliche Diskussion, sondern erst die schwere historische Zäsur des Ersten Weltkriegs beendete die „Modernismus-Krise“ um 1914.
Loisy war der bekannteste französische Verfechter der von ihren Gegnern so genannten exégèse allemande, der historisch-kritischen Methode in der Bibelwissenschaft. Sein kritischer Ansatz zielte aber, anders als die liberale Theologie im deutschen Protestantismus, auf eine neue Apologie (Verteidigung) des Katholizismus durch Einpassung der kirchlichen Lehre in den damaligen wissenschaftlichen Erkenntnisstand.
Da sich Loisy, anders als der Bibelwissenschaftler Marie-Joseph Lagrange und andere Fachkollegen, trotz langwieriger Auseinandersetzungen letztlich nicht dem Papst unterwarf, wurde er 1908 exkommuniziert und zum vitandus (lat.: zu Vermeidender) erklärt. Katholiken war also der Umgang mit ihm verboten. Er lehrte bis 1931, unter Radikalisierung seiner Auffassungen bis hin zum Pantheismus, Religionsgeschichte am Collège de France. Seine Frömmigkeit blieb von seiner Exkommunikation unberührt, er betete weiterhin sein Brevier. Er empfing den Segen, den Kardinal Eugenio Pacelli bei einer vom Rundfunk übertragenen hl. Messe während eines Eucharistischen Weltkongresses spendete und sagte, für diesen Segen dankbar, im Gespräch mit Jean Guitton: „Für die Ätherwellen gibt es keine Exkommunikation.“
Alfred Loisy verbrachte seinen Lebensabend in Montier-en-Der. Er starb 1940. Die päpstliche Zeitung L’Osservatore Romano widmete ihm einen kritischen Nachruf.

## Anliegen und Rezeption
Im zentralen Konflikt wandte sich Loisy mit dem Buch L’Évangile et l’Église von 1902 gegen das „Wesen des Christentums“, wie es der liberale protestantische Theologe Adolf Harnack konzipierte. Dabei ging es ihm um die positive Würdigung der öffentlichen Funktion der Kirche. Jesus habe das Reich Gottes verkündet, aber die Kirche (immerhin!) sei entstanden. Deutlich positiver ist die Bewertung des Verhältnisses beider Größen zueinander bei Peter Klein, der bei Loisy das begriffliche Instrumentarium Darwins wiederfindet; mit Notwendigkeit also und im Rahmen eines Überlebenskampfes kam es zu Veränderungen im Christentum. Aus dem religiösen Bewusstsein der jeweiligen Epoche heraus finde es zu einer je anderen Gestalt. Loisy führte weiter aus, dass Kernpunkte der christlichen Lehre wie die Auferstehung, die Jungfrauengeburt oder die Göttlichkeit Jesu Christi nicht durch historische Quellen belegt werden können, dass also ein historischer Jesus dem Jesus Christus des Glaubens gegenüberstehe. Diese Relativierung des Dogmas beunruhigte das kirchliche Lehramt und bleibt, wie die ganze Frage des Historizismus, ein ungelöstes historisch-theologisches Problem.
Manche Anliegen von Loisy wurden durch moderne katholische Theologen aufgegriffen, die ihn als Vorläufer anerkennen, ohne dass sie seine Schlussfolgerungen akzeptieren konnten.

## Schriften (französische Erstausgaben)
Histoire du Canon de l’Ancien Testament, Paris 1890.
Histoire du Canon du Nouveau Testament, Paris 1891.
Le Livre de Job, Amiens 1892.
Les Evangiles synoptiques, 2. Bde., Amiens 1893–1896.
La Religion d’Israël, Paris 1901.
Les mythes babyloniens et les premiers chapitres de la Genèse, Paris 1901.
Etudes évangeliques, Paris 1902.
L’Evangile et l’Eglise, Paris 1902.
Autour d’un petit livre, Paris 1903.
Le quatrième Evangile, Paris 1903.
Les Evangiles synoptiques. Traduction et commentaire, 2 Bde., Ceffonds 1907–1908.
Simples réflexions sur le Décret du Saint-Office Lamentabili sane exitu et sur l’Encyclique Pascendi dominici gregis, Ceffonds 1908.
Quelques Lettres sur des questions actuelles et des événements récents, Ceffonds 1908
Jésus et la tradition évangélique, Paris 1910.
Choses passées, Paris 1913.
Guerre et Religion, Paris 1915.
La Religion, Paris 1917.
Les Mystères païens et le Mystère chrétien, Paris 1919.
Essai historique sur le sacrifice, Paris 1920.
Les Actes des Apôtres, Paris 1920.
L’église et la France, Paris 1925.
Religion et humanité, Paris 1926.
Mémoires pour servir à l’histoire religieuse de notre temps, 3 Bde., 1930–1931.
La Naissance du Christianisme, Paris 1933.
Le Mandéisme et les Origines chrétiennes, Paris 1934.
George Tyrrell et Henri Bremond, Paris 1936.
La Crise morale du temps présents et l’éducation humaine, Paris 1937.
Eine Werkausgabe liegt noch nicht vor. Viele der genannten Bände wurden auf Initiative von Kurt Flasch in den 1970er Jahren bei Minerva, Frankfurt am Main, photomechanisch nachgedruckt. Gérard Mordillat und Jerôme Prieur gaben 2001 drei ausgewählte Schriften Loisys (L’Evangile et l’Eglise, Autour d’un petit livre und Jésus et la tradition evangélique) in einem Band heraus.

## Zitate
„Jésus annonçait le royaume, et c’est l’Église qui est venue.“
„Jesus kündete das Reich Gottes an und gekommen ist die Kirche.“

„In diesem Wort mag man Ironie sehen, aber doch auch Trauer. Anstelle der großen Erwartung von Gottes eigenem Reich, von der neuen, durch Gott selbst verwandelten Welt, ist etwas ganz Anderes – und wie Armseliges! – gekommen: die Kirche.“

„Einwände, die vom Standpunkt einer gewissen Theologie aus sehr ins Gewicht zu fallen scheinen, haben für den Historiker fast keine Bedeutung. Es ist beispielsweise sicher, daß Jesus nicht im voraus die Verfassung der Kirche, wie eines auf Erden begründeten und zur Fortdauer auf eine lange Reihe von Jahrhunderten bestimmten Staates geregelt hat. Aber etwas, das seinem Gedanken und seiner authentischen Lehre noch viel ferner liegt, ist die Idee einer unsichtbaren Gemeinde, gebildet für alle Zeiten durch jene, die in ihrem Herzen den Glauben an die Güte Gottes trugen. Man hat gezeigt, daß sich im Evangelium Jesu schon ein Ansatz sozialer Gliederung vorfand und daß auch das Reich Gesellschaftsform annehmen sollte. Jesus hatte das Reich angekündigt, und dafür ist die Kirche gekommen. Sie kam und erweiterte die Form des Evangeliums, die unmöglich erhalten werden konnte, wie sie war, seitdem Jesu Aufgabe mit dem Leiden abgeschlossen war. Wenn man das Prinzip aufstellt, daß alles nur in seinem ursprünglichen Zustand Existenzberechtigung hat, so gibt es keine Einrichtung auf der Erde und in der menschlichen Geschichte, deren Legitimität und Wert nicht bestritten werden könnte. Ein solches Prinzip läuft dem Gesetz des Lebens zuwider, welches eine Bewegung und ein beständiges Streben nach Anpassung an ewig wechselnde und neue Bedingungen ist. Das Christentum hat sich diesem Gesetz nicht entzogen, und es darf nicht getadelt werden, weil es sich ihm gefügt hat. Es konnte nicht anders handeln.“

„Aus diesem Text, der die Kirche, einschließlich ihrer Strukturen bis hin zum Papsttum und dem Dogma von der Unfehlbarkeit, als legitime und unverzichtbare Konsequenz der Botschaft Jesu dartun wollte, ist in den späteren Auseinandersetzungen nur ein Satz übrig geblieben: ‚Jesus hat das Reich verkündet, und gekommen ist die Kirche‘, und dieser Satz wurde, im direkten Gegensatz zu Loisys Argumentation, so interpretiert, daß die Botschaft Jesu und die Kirche als Widersprüche erschienen.“